# Ronald Pelton

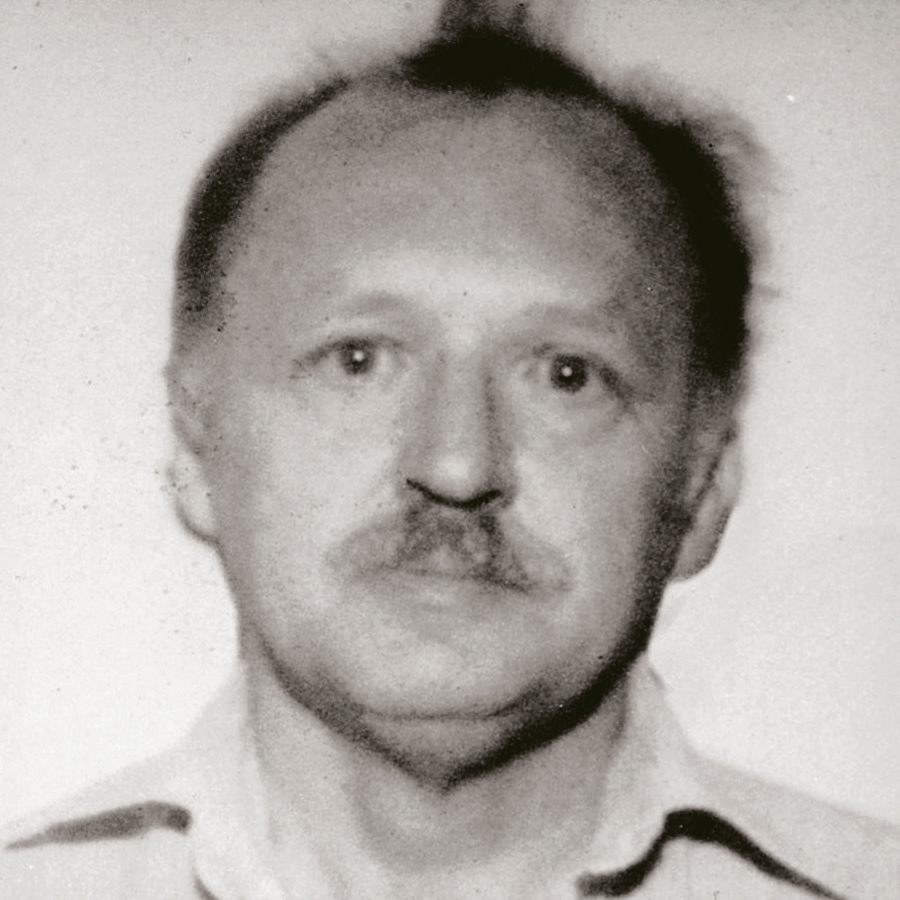
Ronald Pelton

Ronald (William) Pelton (ur. 18 listopada 1941 w Benton Harbor, zm. 6 września 2022 w Frederick) – amerykański analityk wywiadu w Agencji Bezpieczeństwa Narodowego (NSA), który sprzedał Związkowi Radzieckiemu wiele informacji. Miał do nich dostęp z racji 14-letniej pracy w amerykańskiej agencji wywiadu elektronicznego.
Pelton studiował na Indiana University, gdzie przez rok uczył się języka rosyjskiego. Następnie w 1960 wstąpił do Sił Powietrznych Stanów Zjednoczonych (US Air Force). Wysłano go do Pakistanu do Agencji Wywiadu Łączności (Signal Intelligence Agency), gdzie prowadził nasłuch radzieckiej łączności. Z Sił Powietrznych Pelton został zwolniony w 1964; następnie podjął pracę w telewizji jako monter. Po kilku miesiącach pracy w telewizji został przyjęty do Agencji Bezpieczeństwa Narodowego (NSA).
Początki pracy w NSA były dla niego bardzo pomyślne; był autorem Encyklopedii Podsłuchów, na którą składały się informacje z 60 radzieckich radionadajników, systematycznie przechwytywane i analizowane. W 1979 wycofał się z NSA, ponieważ tak się zadłużył, iż stawiało to pod znakiem zapytania jego wiarygodność.
Zatrzymanie i skazanie Ronalda Peltona jako szpiega było uwieńczeniem akcji, która zaczęła się od podsłuchania 14 stycznia 1980 przez Federalne Biuro Śledcze rozmowy telefonicznej przeprowadzonej z urzędnikiem ambasady Związku Radzieckiego w Waszyngtonie. Rozmówca powiedział radzieckiemu dyplomacie – Zgłaszam się z ...., jestem związany z administracją Stanów Zjednoczonych. Dyplomata odpowiedział – Ach... administracja Stanów Zjednoczonych, może złoży pan nam wizytę. Rozmówca zgodził się przyjść do ambasady następnego dnia wieczorem, po zapadnięciu zmroku. Jednakże 15 stycznia o godzinie 14:32 ponownie zatelefonował do ambasady radzieckiej i zapowiedział swoją wizytę w ciągu 2 minut. Tego FBI się nie spodziewało; mimo że ambasada była pod stałą obserwacją agentów FBI, nie rozpoznano wchodzącego gościa. Ówczesny Dyrektor Centrali Wywiadu (m.in. dyrektor CIA) i były dyrektor Federalnego Biura Śledczego FBI) William Webster powiedział: Widzieliśmy jak wchodzi do środka, widzieliśmy jego plecy, ale nie zaobserwowaliśmy jak stamtąd wychodzi.
Okazało się później, że gość, a był nim Ronald Pelton, zgolił rudą brodę i opuścił budynek tylnym wyjściem razem z pracownikami placówki. Grupa wsiadła do mikrobusu ambasady. Taśma z nagraniami rozmów trafiła na półki archiwum FBI i nic więcej się nie działo w tej sprawie, aż do sierpnia 1985, kiedy Witalij Jurczenko, oficer Komitetu Bezpieczeństwa Państwowego Związku Radzieckiego (KGB) zdezerterował do USA. Wrócił do Związku Radzieckiego po trzech miesiącach, niemniej wśród przekazanych przez niego informacji była także uwaga dotycząca spotkania z byłym pracownikiem NSA w Waszyngtonie w 1980. Ów mężczyzna był rudy. Sprawdzając listę ok. 500 nazwisk agenci kontrwywiadu FBI wyselekcjonowali kilku podejrzanych. Po identyfikacji głosowej nagrania z 1980 ślad zaprowadził ich do Ronalda Peltona. W rozmowie z oficerem KGB Witalijem Jurczenką, Pelton popisał się fotograficzną pamięcią, odtwarzając z posiadanych informacji swego rodzaju wywiadowczą mozaikę.
Najważniejszą wiadomością, jaką przekazał, było stwierdzenie, iż Amerykanie wykorzystywali własne okręty podwodne do nagrywania rozmów spod morskiego kabla na Morzu Ochockim, pomiędzy Kamczatką a kontynentem. Operację podłączenia się do grubych kabli podwodnych oznaczono kryptonimem Ivy Bells (Operacja Ivy Bells). 15 października 1985 Federalne Biuro Śledcze otrzymało sądową zgodę na rozpoczęcie inwigilacji Peltona i założenie podsłuchu. Po czasie żadne metody nie przynosiły oczekiwanych rezultatów. Jedynym dowodem przeciwko Peltonowi była taśma z jego głosu oferującego szpiegowskie usługi z 1980 r. Prowadzący śledztwo agenci FBI postanowili skonfrontować Peltona z nagraniem. 24 listopada 1985 Pelton w trakcie rozmowy z agentami FBI Davidem Faulknerem i Dudleyem Hodgsonem, którzy odtworzyli mu nagrania podsłuchu, zaczął ostrożnie napominać o podjęciu roli podwójnego agenta. Pelton przyznał się, iż wyjeżdżał do Wiednia na kilkudniowe sesje, podczas których opracowywał odpowiedzi na temat Agencji Bezpieczeństwa Narodowego. Stwierdził także, że wypłacono mu 35 tysięcy dolarów i zwrócono koszty jakie poniósł w czasie podróży – dalsze 5 tysięcy dolarów.
Zeznania posłużyły jako podstawa do aresztowania i skazania Ronalda Peltona w czerwcu 1986 roku na trzykrotną karę dożywotniego więzienia.
Zwolniony został z więzienia 24 listopada 2015 r.